# Anti (Rihanna)
Anti è l'ottavo album in studio della cantante barbadiana Rihanna, pubblicato il 28 gennaio 2016 dalla Westbury Road e dalla Roc Nation.
Anticipato il giorno precedente dal singolo Work, l'album ha segnato il ritorno di Rihanna sulle scene musicali dopo tre anni di pausa. Si tratta inoltre della prima pubblicazione dell'artista a non essere stata distribuita dalla Def Jam Recordings, etichetta con la quale l'artista era sotto contratto dal 2005.
La cantante ha iniziato la pianificazione dell'album nel 2014, periodo in cui ha lasciato la Def Jam, proseguendo le registrazioni anche nell'anno successivo, durante il quale ha pubblicato tre singoli non inclusi nella lista tracce finale dell'album: FourFiveSeconds, Bitch Better Have My Money e American Oxygen. In veste di produttore esecutivo, Rihanna ha contribuito alla maggior parte dei testi dell'album e ha collaborato con vari produttori per raggiungere le sonorità da lei desiderate, tra cui Jeff Bhasker, Boi-1da, Mustard, Timbaland e No I.D.. Gli sforzi hanno portato a un distacco dai generi dance e urban per avvicinarsi a sonorità più pop e dancehall, con elementi di R&B e soul. I produttori hanno incorporato strutture di canzoni minimaliste scure, scarsamente stratificate, mentre la maggior parte dei testi dell'album trattano la complessità di un amore romantico e la sicurezza di essere sé stessi.
Anti ha ricevuto recensioni generalmente favorevoli dai critici musicali, che hanno elogiato la voce di Rihanna e la sua fiducia e la libertà artistica espresse nel disco; tuttavia alcuni di loro ne hanno criticato la mancanza di coesione. Anti si è posizionato all'interno delle top 10 in oltre venticinque classifiche nazionali e, dopo appena due giorni dalla sua pubblicazione, è stato certificato disco di platino dalla RIAA come risultato del milione di copie distribuite gratuitamente dalla Samsung, non riconosciute tuttavia da Nielsen e Billboard. Nonostante ciò, l'album ha raggiunto la vetta della Billboard 200 nella sua seconda settimana ed è risultato essere il quinto album più venduto dell'anno negli Stati Uniti d'America.

## Antefatti
Nel novembre 2012 Rihanna ha pubblicato il suo settimo album in studio, intitolato Unapologetic. L'album ha ricevuto delle recensioni contrastanti da parte della critica musicale e ha esordito alla prima posizione della Billboard 200 negli Stati Uniti d'America grazie a una vendita di 238 000 copie, oltre ad aver generato sette singoli, tra cui le hit mondiali Diamonds e Stay. A sostegno del disco, nel marzo del 2013 è partito il Diamonds World Tour.
Fin dall'inizio della sua carriera, la cantante era solita pubblicare un nuovo album ogni anno. Nel 2013, tuttavia, l'artista barbadiana decise di allontanarsi per un po' dalle scene musicali e prendere parte ad altri progetti: partecipò infatti alla realizzazione della colonna sonora del film d'animazione Home, uscito nel 2015 e insieme a Jennifer Lopez, Jim Parsons e Steve Martin.
Nel mese di maggio 2014 Rihanna annuncia di aver lasciato definitivamente la Def Jam Recordings e di aver firmato un contratto discografico con il suo nuovo manager Jay-Z per l'etichetta Roc Nation: tale scelta ha suscitato non poche polemiche e interrogativi tra i giornalisti e i fan, alimentati dal fatto che la cantante tendeva a non discutere pubblicamente della pubblicazione del suo nuovo lavoro in studio. Più tardi, a ottobre, viene annunciato il fatto che Rihanna è giunta a un accordo di 25 milioni di dollari con Samsung, la quale si sarebbe impegnata alla promozione di Anti.

## Sviluppo

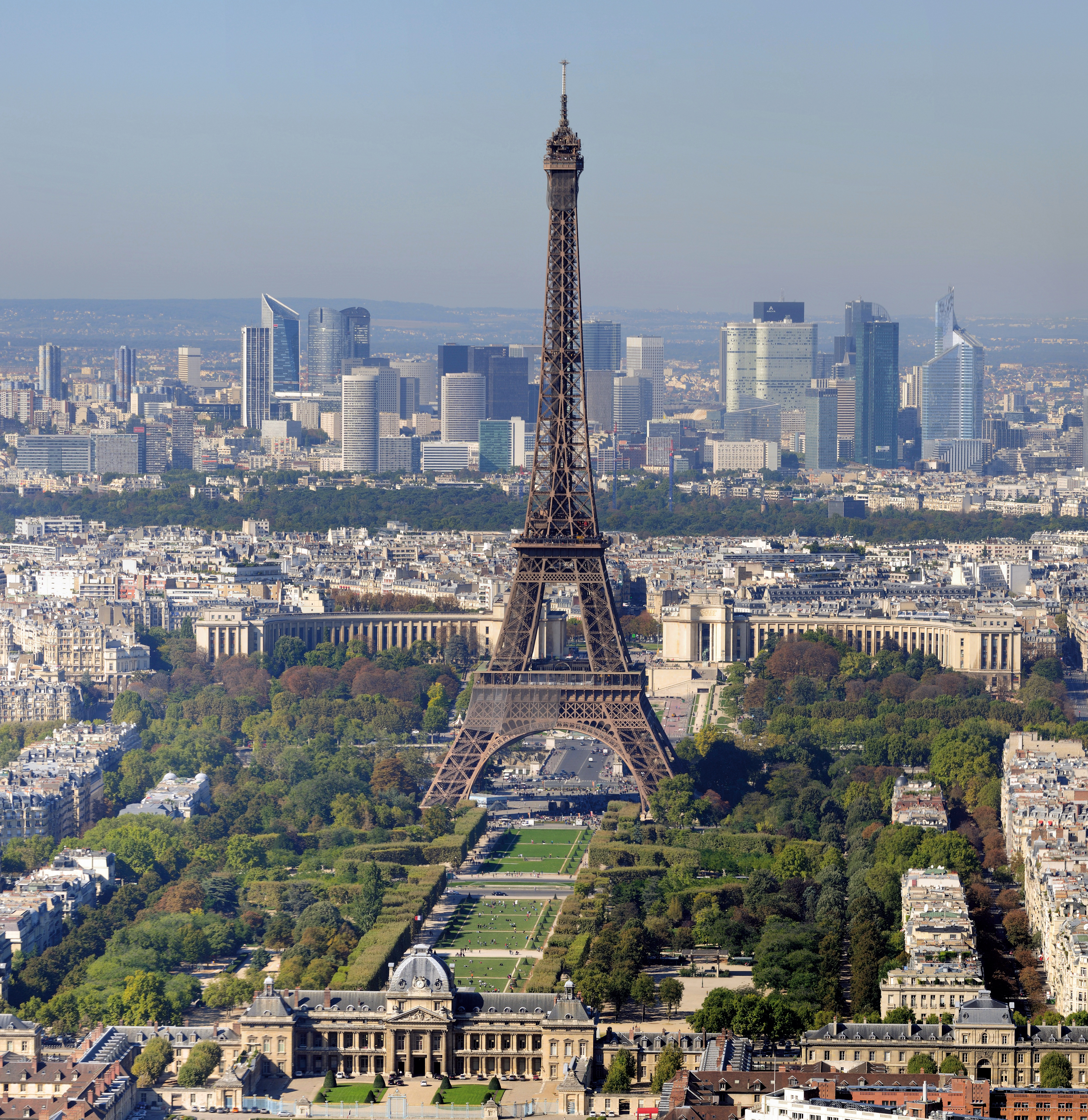
Nel dicembre 2014, Rihanna ha invitato i suoi fan a partecipare a un video promozionale che è stato girato a Parigi

Il divario tra la durata dell'ultimo album in studio di Rihanna, Unapologetic e Anti è stata la più lunga attesa tra le pubblicazioni nella sua carriera musicale. L'8 ottobre 2014 la cantante ha pubblicato una foto di sé stessa nello studio musicale, lavorando sull'album. Dopo l'uscita dell'album Unapologetic e il suo tour di accompagnamento, Rihanna mirava a prendere una pausa dalla registrazione di musica affermando di voler «avere un anno per fare proprio quello che voglio artisticamente, in modo creativo»; Rihanna ha continuato a dichiarare che questa pausa è durata solo una settimana ed è tornata nello studio. Durante la scrittura iniziale e lo sviluppo dell'album Rihanna ha registrato un gran numero di brani up-tempo, ma non era sicura di come voleva che l'album suonasse. Dopo gli album che Rihanna ha registrato inizialmente è diventata annoiata con la musica pop affermando che gravitava verso la musica che la rappresentasse «onestamente» a quel momento. Rihanna ha anche riconosciuto che la musica che stava registrando «potrebbe non essere una registrazione automatica che sarà Top 40», ma ritiene di aver «guadagnato il diritto di farlo ora.»
Il cantante statunitense Ne-Yo, durante un'intervista concessa a Capital Xtra l'11 novembre, ha dichiarato riguardo all'album che «La roba che ho sentito è assolutamente incredibile. Non posso svelare come suona l'album perché finirei nei guai. Ma sicuramente penso che la gente se lo godrà. Qualcuno che è già un fan di Rihanna rimarrà un fan di Rihanna e qualcuno che non lo è potrebbe diventare un fan di Rihanna.» Il 19 novembre 2014 Rihanna ha dichiarato in un'intervista concessa a Entertainment Tonight che il suo album sarebbe stato pubblicato «molto presto», dichiarando inoltre di essere «davvero entusiasta della musica che abbiamo lavorato su, quindi non vedo l'ora per la gente di sentirla.»
Il 18 dicembre 2014 Rihanna ha invitato centinaia di suoi fan a Parigi per partecipare a un video promozionale. L'8 febbraio 2015, nel corso della sua intervista sul tappeto rosso dei Grammy Awards, Kanye West ha rivelato di essere il produttore esecutivo dell'album; West ha ulteriormente confrontato la voce di Rihanna sul brano FourFiveSeconds a quella della cantante scozzese Annie Lennox: "Sento che lei ha questo tipo di energia nella sua voce. E che l'ha anche portata a un altro livello di anima e del cuore e arte". Tuttavia, nel gennaio 2016, in un messaggio di Twitter indirizzato a un fan, Rihanna ha scritto che West non sarebbe più stato il produttore esecutivo dell'album, rivelando successivamente di ricoprire lei stessa tale ruolo.

## Struttura musicale
La produzione dell'album è stata caratterizzata come buia, scarsamente a strati, incalzante e ricca di stili musicali old school, malumori downtempo e minimalismo elettro-soul. Lindsay Zoladz dal magazine Vulture sostiene che per classificare Anti in base a un genere, tocca inventarsene uno; quest'ultimo lo nomina come «dancehall industriale». Ben Rayner di The Toronto Star ha dichiarato che il disco è diviso in due parti: la prima costituita da "robo-R&B futuristico", mentre la seconda contiene una "sincerità d'animo più organica".
Il contenuto lirico dell'album verte prevalentemente su temi relazionali, esplorando ciò che significa essere innamorati, farsi male, avere bisogno di qualcuno ed essere fedeli a sé stessi. Il tema dei rapporti amorosi è raccolto in numerose canzoni; Kiss It Better vede Rihanna discutere fino a che punto un ex amante possa spingersi per ottenere la persona desiderata di nuovo; in Woo, la cantante si trasforma in dispettosa, affermando che lei non si preoccupa per il suo ex-partner, mentre Never Ending ammette la voglia di potersi relazionare ancora. Le tematiche dell'album sono state anche notate come impenitenti, dall'atteggiamento indifferente e sicuro di sé. 
Durante la registrazione dell'album, la cantante mirava a creare un progetto che fosse al tempo stesso "soul" e "aggressivo". Riguardo a ciò, ha dichiarato che i temi aggressivi e soulful sarebbero stati ascoltati nel contesto musicale, lirico e vocale. Nel corso di una conferenza stampa nei primi mesi del 2014, Rihanna ha dichiarato a MTV che ha lo scopo di discostarsi dallo stile musicale dei suoi precedenti lavori. Rihanna ha continuato ad affermare che con Anti si sarebbe incentrata sulla musica "reale", quella piena di sentimento ed eterna. Inoltre ha dichiarato che voleva registrare canzoni che potrebbero essere uptempo e che lei poteva eseguire anche 15 anni dopo. Ha dichiarato anche che gran parte delle sue canzoni si erano estinte e pertanto ha deciso di escluderne molte di esse dalle sue performance live.

## Registrazione

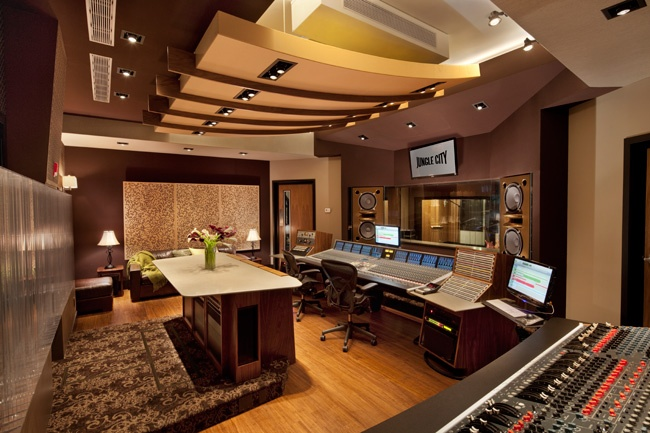
Il Jungle City Studios di New York è stato uno dei posti dove l'album è stato inciso

A partire dal 2013, Anti si è evoluto in quasi tre anni di sessioni di registrazione ed è caratterizzato da una vasta influenza di R&B, rap e pop. Le sessioni utili a registrare l'album hanno avuto luogo in numerosi studi, tra cui i Jungle City Studios di New York, i Westlake Recording Studios, i Sandra Gale Studios e i Windmark Recording Studios di Los Angeles, i SOTA Studios di Toronto e i Twin Studios di Parigi. Durante le fasi iniziali di registrazione è stata rivelata la collaborazione di Rihanna con svariati autori, tra cui Sia, Grimes, Kiesza, Natalia Kills, Mustard, Tinashe e Calvin Harris.
Nel mese di giugno 2013, il musicista Chad Sabo dei Basic Vacation ha firmato per la stessa etichetta alla quale appartiene Rihanna, la Roc Nation. In seguito si recò a Los Angeles, dove ha iniziato a lavorare sulla nuova musica insieme ad altri autori e produttori provenienti dalla casa discografica. Durante la sua permanenza in California, Sabo cominciò a scrivere il riff introduttivo di Never Ending, decima traccia del disco. Poco dopo ha portato la canzone con sé e ha tentato di unirla insieme con una registrazione di otto tracce digitali. In seguito ha lavorato sui testi delle brani e ha postato il tutto su Internet; il processo di scrittura di Never Ending ha avuto inizio nel novembre 2013 e di nuovo ripreso nel mese di aprile 2014 da Rihanna, la quale iniziò a provare interesse al riguardo e lo registrò. Tale brano ha visto inoltre la collaborazione della cantante inglese Dido in qualità di autrice.

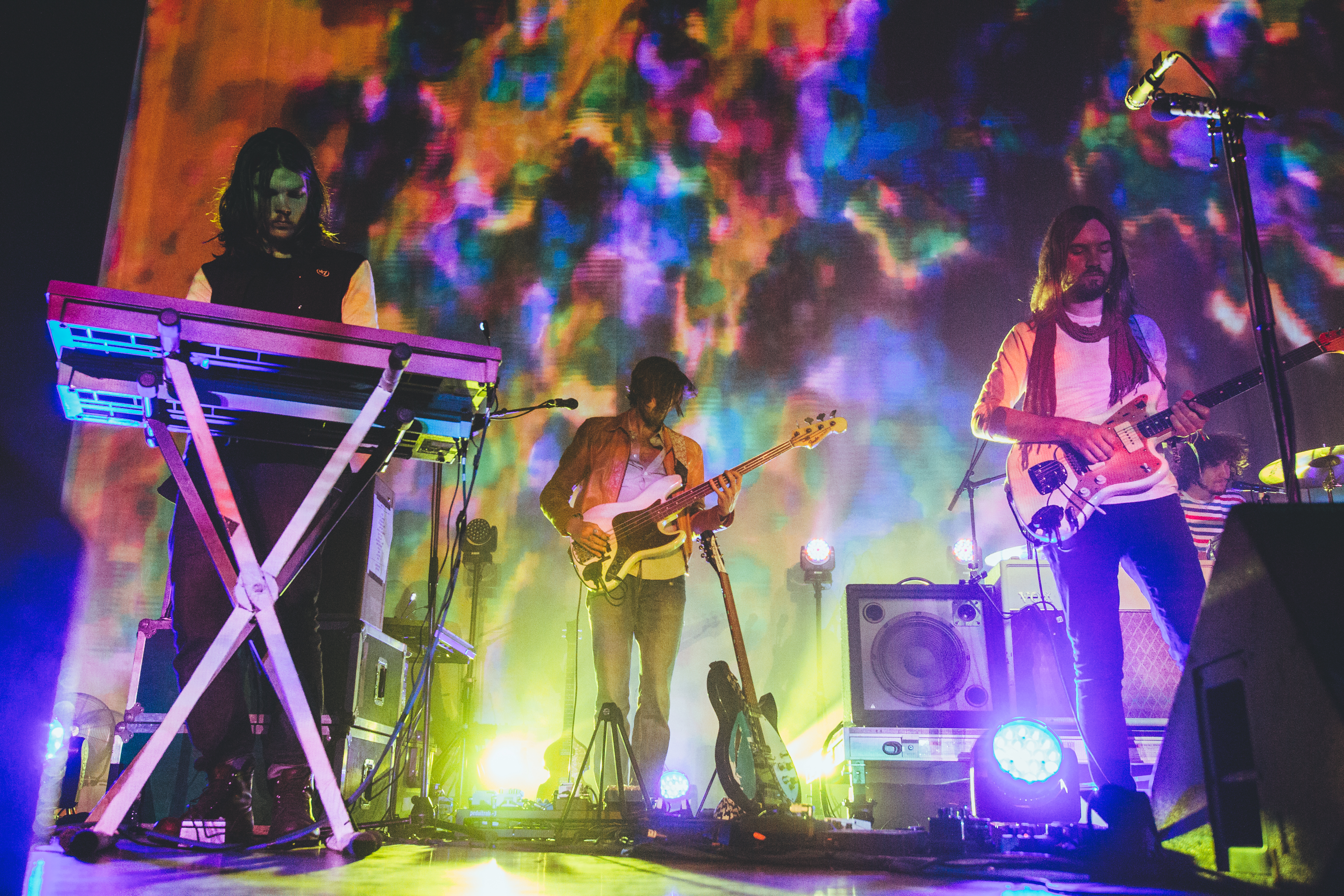
Same Ol' Mistakes è una reinterpretazione del brano New Person, Same Old Mistakes del 2015, cantato dai Tame Impala e scritto da Kevin Parker

L'autore Bibi Bourelly aveva lavorato con il produttore Paperboy Fabe, che ha organizzato una sessione con Kanye West: il risultato è stato Higher, dodicesima traccia dell'album. Riguardo alla traccia d'apertura dell'album, Consideration, Rihanna ha avvertito una connessione con Higher, affermando che il brano ha catturato il suono e l'atteggiamento che stava cercando. Durante la registrazione di Anti, la Roc Nation ha contattato la squadra di management Spinning Top di Tame Impala, informandoli che Rihanna amava il loro brano New Person, Same Old Mistakes e ha chiesto se poteva registrare nuovamente il brano in modo da inserirlo nel disco della cantante; il gruppo ha accettato e ha dato il permesso a Rihanna, al punto che hanno dichiarato di essere «tutti molto contenti di come la canzone si è rivelata, l'amiamo!». Desperado, invece, è stato scritto da Rook Monro e Mick Shultz: quest'ultimo ha presentato il brano a Rihanna in «un momento in cui stava lavorando su un mucchio di musica»; tuttavia una settimana più tardi il team della cantante ha fatto sapere a Shultz che la stessa Rihanna «adora davvero il pezzo».
Nell'estate 2015 il cantautore e produttore giamaicano-canadese Rupert Thomas, insieme a Allen Ritter e Boi-1da, ha pernottato per 3-4 giorni presso la casa del rapper canadese Drake. In quel periodo, il singolo apripista Work è venuto alla luce in un ambiente che lo stesso Thomas ha descritto come «ricco di coesione e collaborazione musicale». Egli creò un suono influenzato dal dancehall e lo fece ascoltare per primo a Boi-1da, il quale accolse la proposta positivamente aggiungendone un tono «dancehall proveniente dalla old school giamaicana» a cui entrambi i produttori erano abituati essendovi cresciuti; quando la produzione musicale del brano si concluse, Boi-1da mandò la demo a PartyNextDoor che ne scrisse il testo corrispondente ed essendo anche lui giamaicano pensava fosse adatto a scrivere il contesto che Boi-1da voleva trasmettere. A risultato finito, Drake ne rimase talmente colpito da decidere di scrivere un verso da includere.

## Copertina e titolo
Il 7 ottobre 2015, durante un'esposizione privata riservata solo ad alcuni fan e alla stampa tenutasi presso la galleria d'arte MAMA di Los Angeles, Rihanna ha rivelato copertina e titolo ufficiali dell'album. Per quanto riguarda la prima, la cantante stessa l'ha definita come «la più bella che avesse mai realizzato» e l'illustrazione è costruita su un'immagine di Rihanna da giovanissima (la foto la ritrae durante il primo giorno d'asilo), con un palloncino nero in mano e una corona dorata che le scende sul capo, fino a coprirle gli occhi. Lo sfondo è rosso e bianco, e a tutta l'illustrazione è sovrapposto un poema di Chloe Mitchell scritto in braille qui di seguito: 
(If They Let Us)
La cover è stata progettata e realizzata dall'artista israeliano Roy Nachum, il quale ha affermato di aver scelto di revisionare un'immagine raffigurante una Rihanna in tenera età proprio per esaltare il ricercato ideale della cantante di «portare qualcosa di nuovo» nella musica.
Inizialmente concepito dai fan e dalla critica con il titolo di R8, l'album ha preso ufficialmente il nome di Anti, appunto. A proposito della decisione riguardante il titolo, la cantante ha spiegato di averlo scelto perché indica «una persona opposta a una determinata politica, attività o idea».

## Accoglienza
| Recensione           | Giudizio |
| -------------------- | -------- |
| AllMusic             |          |
| The A.V. Club        | B+       |
| Billboard            |          |
| The Daily Telegraph  |          |
| Entertainment Weekly | A-       |
| The Guardian         |          |
| The Independent      |          |
| Las Vegas Weekly     |          |
| Pitchfork            | 7.7/10   |
| The Plain Dealer     | B        |
| Rolling Stone        |          |
| Slant Magazine       |          |
| Spin                 | 7.6/10   |
| Toronto Star         |          |

Anti ha incontrato il favore di molti critici musicali ancor prima della sua uscita. Per Metacritic, che assegna punteggi su 100 tramite le recensioni di critici influenti, l'album ha totalizzato 73 punti con 21 recensioni positive e 9 miste, punteggio che segnala "recensioni generalmente favorevoli".
Maura Johnston della celebre rivista Rolling Stone ha trovato l'album «molto buono musicalmente», notando il fatto che la maggior parte dei testi dei brani siano rimasti fedeli alle tematiche affrontate da Rihanna nei suoi lavori precedenti, definite dal settimanale come «ricche di paranoie, intensi, appassionanti e a tratti strazianti». Il critico Nolan Freeney del Time ha concepito l'album come una sorta di svolta artistica per la cantante, nonché un essenziale segno della sua crescita musicale, elogiando anche la voce di Rihanna in Anti, all'interno del quale suona «più interessante». Neil McCormick del Daily Telegraph ha definito l'album «molto interessante, nel bene e nel male, ed è chiaramente il tipo di musica che Rihanna ama, ma sento che con questo disco la ragazza si trasformerà molto in fretta. In positivo, naturalmente.» John Caramanica del The New York Times ha descritto Anti come «il prodotto di una visione artistica molto impegnativa, ma ha anche un'estetica molto accattivante, che amalgama molti tipi di approcci, stili e sensazioni. Ogni buon cantante capisce che quella di Rihanna è una vera voce, che non solo riesce ad aderire ad ogni sorta di sonorità, ma è incredibilmente capace di trasmettere molte emozioni ancora prima che lo faccia il testo.»
Giudizi altrettanto positivi sono giunti anche dal The Guardian e dal Toronto Star, mentre Sarah Rodman del The Boston Globe ha ammesso di aver concepito l'album come un'importante svolta artistica nella carriera di Rihanna.
Diverse riviste musicali hanno inserito Anti nelle classifiche dei migliori album dell'anno, tra cui The Independent alla quindicesima posizione, Time all'ottava e NME in undicesima posizione. La rivista The Fader ha invece elogiato la bonus track Sex with Me, classificandola in vetta alla classifica dei migliori brani dell'anno da loro stilata.

## Promozione

### Singoli
Il primo singolo estratto da Anti è stato Work, inciso in duetto con il rapper canadese Drake e pubblicato il 27 gennaio 2016, meno di 24 ore prima dell'uscita dell'album. Rihanna ha presentato il singolo attraverso Twitter specificando che esso costituisce il «primo singolo di Anti», lasciando intendere che i tre singoli pubblicati nel 2015, FourFiveSeconds, Bitch Better Have My Money e American Oxygen non fossero contemplati nella lista tracce dell'album o perlomeno non considerati come primi singoli di quest'ultimo. Work ha debuttato alla nona posizione della Billboard Hot 100 e alla prima della Digital Songs e della R&B Songs con 126 000 copie vendute nel breve lasso di tempo a disposizione. Il singolo è divenuto il 27° della cantante ad arrivare in Top 10, portandola al pareggio al quinto posto con Mariah Carey, Janet Jackson ed Elton John. Rihanna ha conseguito questo traguardo in 10 anni e 8 mesi, seconda in velocità soltanto ai Beatles che accumularono 27 Top 10 in soli cinque anni e quattro mesi.
Il 30 marzo 2016 sono stati pubblicati contemporaneamente negli Stati Uniti d'America i singoli Kiss It Better e Needed Me, il primo dei quali è stato accompagnato dal relativo videoclip il giorno successivo. Il secondo, invece, ha riscosso un discreto successo nel territorio statunitense, raggiungendo prima l'ottava posizione della Billboard Hot 100 e poi la settima (suo picco massimo) nella settimana del 2 luglio 2016.
Come quarto singolo è stato scelto il brano Love on the Brain, annunciato a fine agosto dalla cantante e pubblicato il 27 settembre negli Stati Uniti d'America.
Nel corso del 2017 Rihanna pubblicato come singoli i brani Sex with Me (3 febbraio), Pose (14 aprile), Desperado (9 giugno) e Consideration (8 dicembre).

### Tournée

Rihanna mentre esegue Love on the Brain a Newark, Stati Uniti

Il 23 novembre 2015, attraverso i social media della pop star barbadiana, sono state annunciate le prime date nordamericane ed europee del tour in promozione all'album, i cui biglietti sono stati resi disponibili per la pre-vendita dal 30 novembre solo per i titolari di una carta American Express e dal 3 dicembre sotto forma di vendita pubblica. Il tour, che riceverà il supporto di Travis Scott per la tappa nordamericana e Big Sean e The Weeknd per quella europea, sarebbe dovuto partire il 26 febbraio negli Stati Uniti d'America, presso la Viejas Arena di San Diego, tuttavia, a causa di alcuni "ritardi di produzione", così definiti dal portavoce di Rihanna, le prime otto date del tour sono state rinviate al maggio 2016: l'Anti World Tour partirà pertanto da Jacksonville il 12 marzo. Il 19 febbraio 2016 sono state apportate ulteriori modifiche al tour, tra cui la cancellazione delle date britanniche di Cardiff e Sunderland e l'aggiunta di altre in Spagna, Italia e Svezia.

## Tracce
1. Consideration (feat. SZA) – 2:41 (Solana Rowe, Robyn Fenty, Tyran Donaldson)
2. James Joint – 1:12 (Robert Shea Taylor, Robyn Fenty, James Fauntleroy)
3. Kiss It Better – 4:13 (Natalia Keery-Fisher, Robyn Fenty, Kenan Williams, John Glass, Jeff Bhasker)
4. Work (feat. Drake) – 3:39 (Matthew Samuels, Rich Stephenson, Aubrey Graham, Rupert Thomas, Robyn Fenty, Jahron Braithwaite, Monte Moir, Allen Ritter)
5. Desperado – 3:06 (Robyn Fenty, Mick Schultz, James Fauntleroy, Krystin "Rock Monroe" Watkins, D. Rachel)
6. Woo – 3:55 (Terius Nash, Robyn Fenty, Jean Baptist, Jacques Webster, Abel Tesfaye, D. Rachel, Chauncey Hollis)
7. Needed Me – 3:11 (Dijon McFarlane, Lewis Hughes, Te Warbrick, Adam Feeney, Nick Audino, D. Rachel, Brittany Hazard, Charles Hinshaw, Khaled Rohaim, Robyn Fenty)
8. Yeah, I Said It – 2:12 (Jean-Paul Bourelly, Chris Godbey, Robyn Fenty, Badriia "Bibi" Bourelly, Evon Barnes, Daniel Jones, Tim Mosley)
9. Same Ol' Mistakes – 6:37 (Kevin Parker)
10. Never Ending – 3:22 (Robyn Fenty, Kenan Williams, Chad Sabo)
11. Love on the Brain – 3:44 (Robyn Fenty, Kenan Williams, Joseph Angel, Fred Ball)
12. Higher – 2:00 (Robyn Fenty, Kenan Williams, Ernest Dion Wilson, James Fauntleroy, B. Bourelly)
13. Close to You – 3:57 (Brian Kennedy Seals, Robyn Fenty, Kenan Williams, James Fauntleroy)

Tracce bonus nell'edizione deluxe
1. Goodnight Gotham – 1:28 (Paul Epworth, Florence Welch, Robyn Fenty, C. Boggs)
2. Pose – 2:24 (Robyn Fenty, Jacques Webster, Chauncey Hollis, Jean-Paul Bourelly)
3. Sex with Me – 3:26 (Robyn Fenty, Anderson "Vinylz" Hernandez, Chris Hansen, Matthew Samuels, Jahron Braithwaite, Adam Feeney)

## Formazione
Musicisti
- Rihanna – voce
- Nuno Bettencourt – chitarra
- Brian Kennedy – tastiera
- Carter Lang – organo, basso sintetizzatore
- Joseph Angel – arrangiamento, batteria, tastiera
- Fred Ball – batteria, tastiera
- SZA – voce aggiuntiva (traccia 1)
- James Fauntleroy – arrangiamento vocale e voce aggiuntiva (tracce 2, 5, 12 e 13)
- Drake – voce aggiuntiva (traccia 4)

Produzione
- Rihanna – produzione esecutiva, direzione creativa
- Fred Ball, Jeff Bhasker, Boi 1da, Mustard, Tyran Donaldson, Frank Dukes, Fade Majah, Kuk Harrell, Hit-Boy, Daniel Jones, Brian Kennedy, Kevin Parker, Chad Sabo, Mick Schultz, Robert Shea Taylor, Timbaland, Twice as Nice, Dion "No I.D." Wilson – produzione
- Glass John – produzione aggiuntiva
- Kuk Harrell – ingegnere del suono, produzione e ingegneria parti vocali
- Chris Godbey – ingegneria del suono, missaggio
- Noel "Gadget" Campbell – missaggio
- Jeff Jackson – assistenza al missaggio
- Chris Galland – assistenza tecnica, assistenza al missaggio
- Nathaniel Alford, Daniela River – ingegneria del suono
- Ray Brown, Etienne Macor – assistenza tecnica
- Blake Mares – assistenza tecnica, ingegneria del suono
- Chris Gehringer – mastering

## Successo commerciale
Negli Stati Uniti d'America, appena due giorni dopo la pubblicazione, Anti ha ricevuto la certificazione di disco di platino dalla Recording Industry Association of America. Ciò è accaduto grazie all'acquisto da parte della Samsung di un milione di copie dell'album, distribuite gratuitamente attraverso la piattaforma Tidal, come da contratto firmato da Rihanna nel 2015. Proprio perché distribuite gratuitamente da Tidal, la Nielsen SoundScan non ha conteggiato tali copie, e a causa di ciò Anti ha debuttato alla posizione 27 della Billboard 200 con 15 896 unità, di cui solamente 460 vendute in meno di un giorno a disposizione e considerata la mole di copie regalate. Nella settimana seguente l'album ha raggiunto la prima posizione con una vendita di 166 000 copie, divenendo così il secondo album consecutivo della cantante a raggiungere tale traguardo; il conseguente balzo di 26 posizioni nella classifica statunitense ha inoltre rappresentato un record: era da otto anni che non si registrava uno sviluppo così impetuoso nel Paese da quando l'album In Rainbows dei Radiohead passò dalla 156ª posizione alla prima nel gennaio del 2008. Dopo sette settimane dalla pubblicazione di Anti, quest'ultimo è stato riprodotto in streaming oltre 275 milioni di volte solo sulla piattaforma musicale Spotify e ha venduto oltre 279 000 copie negli Stati Uniti d'America. Secondo Patrick Ryan di USA Today le vendite sono ritenute «impressionanti», considerando il milione di copie che la cantante ha donato gratuitamente attraverso l'accordo con la Samsung e la disponibilità del disco per la prima settimana solo sul servizio streaming Tidal. Per quanto riguarda la settimana culminante, il 2 aprile, Anti ha nuovamente raggiunto la prima posizione della Billboard 200, mentre Work la prima della Billboard Hot 100. È diventata la seconda volta per Rihanna nell'avere un singolo e un album allo stesso tempo in vetta alle classifiche statunitensi: era infatti già successo con il precedente lavoro Unapologetic insieme al suo singolo Diamonds che hanno padroneggiato le graduatorie statunitensi nella settimana dell'8 dicembre 2012. A maggio 2016 l'album ha venduto 424 000 copie negli Stati Uniti d'America.
In Canada, l'album ha debuttato alla posizione numero 19, sempre a causa del mancato conteggio delle copie distribuite gratuitamente, ma ha raggiunto la prima posizione la settimana seguente, ottenendo anche il disco d'oro per aver superato le 40 000 copie vendute.

## Classifiche

### Classifiche settimanali
| Classifica (2016) | Posizione massima |
| ----------------- | ----------------- |
| Australia         | 5                 |
| Austria           | 7                 |
| Belgio (Fiandre)  | 8                 |
| Belgio (Vallonia) | 8                 |
| Canada            | 1                 |
| Corea del Sud     | 2                 |
| Danimarca         | 3                 |
| Finlandia         | 5                 |
| Francia           | 6                 |
| Germania          | 3                 |
| Giappone          | 10                |
| Grecia            | 4                 |
| Irlanda           | 2                 |
| Italia            | 10                |
| Norvegia          | 1                 |
| Nuova Zelanda     | 5                 |
| Paesi Bassi       | 3                 |
| Polonia           | 6                 |
| Portogallo        | 11                |
| Regno Unito       | 7                 |
| Spagna            | 4                 |
| Stati Uniti       | 1                 |
| Svezia            | 2                 |
| Svizzera          | 2                 |
| Ungheria          | 16                |

### Classifiche di fine anno
| Classifica (2016) | Posizione |
| ----------------- | --------- |
| Australia         | 64        |
| Belgio (Fiandre)  | 71        |
| Belgio (Vallonia) | 82        |
| Canada            | 6         |
| Danimarca         | 6         |
| Francia           | 41        |
| Germania          | 75        |
| Islanda           | 29        |
| Italia            | 81        |
| Paesi Bassi       | 17        |
| Polonia           | 87        |
| Regno Unito       | 32        |
| Spagna            | 71        |
| Stati Uniti       | 5         |
| Svezia            | 5         |
| Svizzera          | 35        |
| Classifica (2017) | Posizione |
| Canada            | 33        |
| Danimarca         | 27        |
| Francia           | 141       |
| Islanda           | 24        |
| Paesi Bassi       | 75        |
| Stati Uniti       | 23        |
| Svezia            | 63        |
| Classifica (2018) | Posizione |
| Danimarca         | 67        |
| Islanda           | 86        |
| Stati Uniti       | 94        |
| Classifica (2019) | Posizione |
| Stati Uniti       | 127       |
| Classifica (2020) | Posizione |
| Stati Uniti       | 153       |
| Classifica (2021) | Posizione |
| Belgio (Fiandre)  | 196       |
| Stati Uniti       | 119       |
| Classifica (2022) | Posizione |
| Belgio (Fiandre)  | 172       |
| Danimarca         | 94        |
| Islanda           | 72        |
| Classifica (2023) | Posizione |
| Islanda           | 51        |
| Classifica (2024) | Posizione |
| Portogallo        | 155       |
| Stati Uniti       | 89        |

## Date di pubblicazione
| Paese                 | Data di pubblicazione | Edizione                                     | Formato           | Etichetta  |
| --------------------- | --------------------- | -------------------------------------------- | ----------------- | ---------- |
| Paesi selezionati     | 28 gennaio 2016       | Download digitale gratuito limitato su Tidal | Standard          | Roc Nation |
| Mondo                 | 29 gennaio 2016       | Download digitale                            | Deluxe            | Roc Nation |
| Regno Unito           | 5 febbraio 2016       | CD                                           | Deluxe            | Roc Nation |
| Giappone              | 10 febbraio 2016      | CD                                           | Edizione limitata | Roc Nation |
| Turchia               | 23 febbraio 2016      | CD                                           | Standard, deluxe  | Roc Nation |
| Brasile               | 11 marzo 2016         | CD                                           | Standard, deluxe  | Universal  |
| Stati Uniti d'America | 30 settembre 2016     | LP                                           | Edizione limitata | Def Jam    |